# Station Holíč nad Moravou

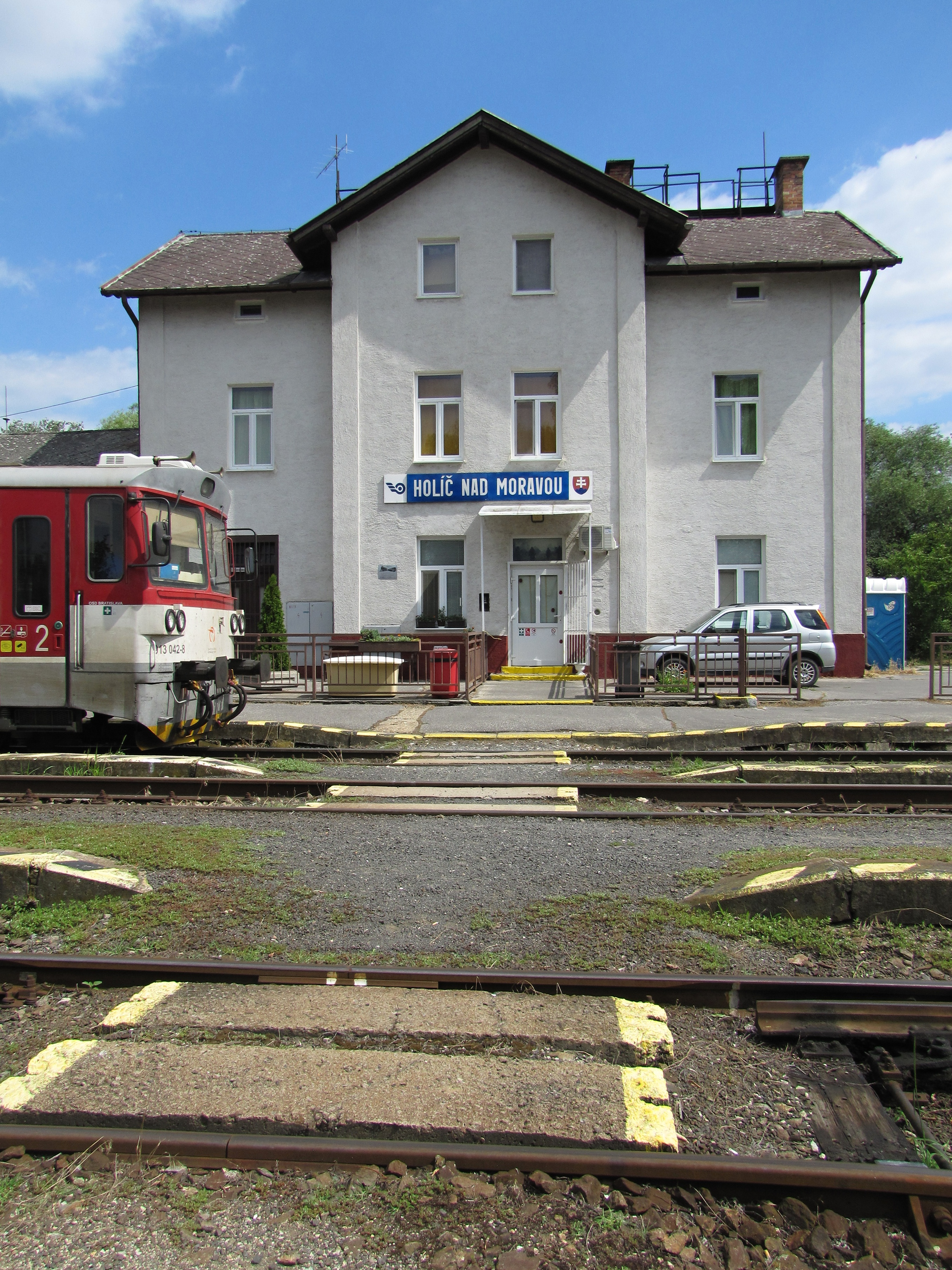
De toegang tot de perrons is gelijkgronds.

Het station Holíč nad Moravou (Slowaaks: Železničná stanica Holíč nad Moravou) is het treinstation van de Slowaakse stad Holíč.

## Ligging
Het station Holíč ligt in het westen van Slowakije, dicht bij de grens met Tsjechië. De afstand tot de Tsjechische grens bedraagt ± 3,4 km.
Ten opzichte van het centrum van Holíč ligt het station op wandelafstand aan de noordwestelijke stadsrand, aan de straat « Staničná ».

## Geschiedenis
Het station fungeerde in het verleden als grensstation. Het bood de mogelijkheid voor overstap naar lijn 115 ter bestemming van de Tsjechische stad Hodonín. Deze ligt op een afstand van minder dan 2 km van de rivier Morava die plaatselijk de natuurlijke grens vormt tussen Tsjechië en Slowakije.
Na de Fluwelen Revolutie en de ontbinding van de staat Tsjecho-Slowakije in twee aparte staten, verminderde het personenverkeer op de verbinding Holíč - Hodonín (lijn 115) met als gevolg dat het verkeer van reizigerstreinen tussen beide steden opgeschort werd.
Het verkeer in de richting Tsjechië is eveneens mogelijk via spoorlijn 114, maar ook via deze reisweg is het passagiersverkeer beperkt tot een Slowaaks grensstation, in dit geval: Skalica na Slovensku. De afstand via de openbare weg, van het Slowaakse grensstation tot het Tsjechische grensstation (Sudoměřice), bedraagt ongeveer 3,2 km.

## Lijnen
Het station is gelegen aan de volgende lijnen:
- lijn 114: Kúty – Holíč – Skalica – Sudoměřice nad Moravou (Tsjechië)
- lijn 115: Holíč nad Moravou – Hodonín (Tsjechië).

## Dienstverlening
Anno 2025 is er geen mogelijkheid om reisbiljetten te kopen in station Holíč.
Er rijden dieseltreinen naar Skalica.
De toegang tot de perrons is gelijkgronds.